# Amblyomma cordiferum
Amblyomma cordiferum  (лат.) — вид клещей рода Amblyomma из семейства Ixodidae. Юго-Восточная Азия: Индонезия (Сулавеси, Кракатау, Banda Islands), Малайзия, Сингапур, Таиланд, Тайвань. Малоизученный партеногенетический вид (самцы за прошедшее со времени описания вида более чем столетие, так и не были описаны). Паразитируют на пресмыкающихся (часто инфестируют крупных змей). Также попадаются на млекопитающих, включая диких свиней, тигров, виверровых, панголинов, быков, и на человеке. В Малайзии преимагинальные стадии развития были собраны на крысах Rattus jalorensis. Вид был впервые описан в 1899 году зоологом Л. Г. Ньюманном (Neumann, L. G. 1899).